# Ashley Moody
Ashley Brooke Moody (Plant City, Florida, 28 de marzo de 1975) es una abogada, fiscal y política estadounidense. Miembro del Partido Republicano, es senadora de los Estados Unidos por Florida desde el 21 de enero de 2025.
Desde 2019 hasta 2025 se desempeñó como fiscal general de Florida. Anteriormente, sirvió como fiscal federal asistente y juez de un tribunal de circuito en el condado de Hillsborough.
Durante su mandato como fiscal general de Florida, Moody ha apoyado demandas para invalidar la Ley de Atención Médica Asequible, ha abogado contra la restauración del derecho al voto para ex delincuentes y se ha opuesto a la legalización de la marihuana recreativa. Moody fue una importante defensora del presidente Donald Trump en Florida durante las elecciones presidenciales de 2020 y se unió a la demanda Texas contra Pennsylvania, que buscaba revocar los resultados de las elecciones.

## Educación
Moody se graduó de la escuela secundaria Plant City en 1993. Obtuvo una licenciatura y una maestría en contabilidad de la Universidad de Florida. Mientras asistía a la Universidad de Florida, se desempeñó como presidenta de Florida Blue Key. Moody obtuvo una maestría en derecho internacional de la Facultad de Derecho de la Universidad Stetson y su doctorado en jurisprudencia de la Facultad de Derecho de la Universidad de Florida.

## Carrera
Moody hizo una pasantía con Martha Barnett, la presidenta de la Asociación Americana de Abogados, y más tarde se unió al bufete de abogados Holland & Knight, trabajando en litigios civiles.
En enero de 1998, Moody cambió su afiliación partidaria del Partido Demócrata al Partido Republicano. Tras su elección, el gobernador de Florida, Jeb Bush, la nombró representante estudiantil en la Junta de Regentes, un organismo hoy extinto que dirigía el sistema universitario del estado.
Moody fue nombrada fiscal adjunto de los Estados Unidos para el Distrito Medio de Florida. En 2006, Moody fue elegida para el Tribunal del Decimotercer Circuito Judicial de Florida, que abarca el condado de Hillsborough.

### Fiscal General de Florida
El 28 de abril de 2017, Moody renunció a la corte para postularse para fiscal general de Florida en las elecciones de 2018. En las primarias republicanas, Moody derrotó al representante estatal Frank White, quien atacó a Moody por su registro previo como demócrata. En las elecciones generales, Moody derrotó al candidato demócrata Sean Shaw con el 52% de los votos contra el 46%.
Moody fue reelegida en las elecciones de 2022 contra la candidata demócrata Aramis Ayala, ganando por un margen de aproximadamente 20 puntos.

## Posturas políticas

### Cuidado de la salud
Moody mantuvo a Florida en una demanda que busca que la Ley del Cuidado de Salud a Bajo Precio sea declarada inconstitucional.

### Derechos de voto
Moody se opone a la restauración del derecho al voto de los ex delincuentes. Tras la aprobación de la Iniciativa de Restauración del Derecho al Voto para Delincuentes en 2018, Moody, junto con el gobernador Ron DeSantis, ayudó a impulsar un proyecto de ley en el Senado de Florida que solo restauraría el derecho al voto de los delincuentes elegibles una vez que el delincuente haya pagado todos sus honorarios judiciales. En septiembre de 2020, después de que el multimillonario Michael Bloomberg recaudara 16 millones de dólares para pagar los honorarios judiciales de 32,000 delincuentes, lo que los haría elegibles para votar en las elecciones de 2020, Moody pidió a la Oficina Federal de Investigaciones y al Departamento de Aplicación de la Ley de Florida que investigaran a Bloomberg, alegando que potencialmente violó las leyes electorales.

### Elecciones presidenciales de 2020
Durante las elecciones presidenciales de 2020, Politico describió a Moody como «uno de los mayores representantes de Donald Trump» en Florida. Después de que Joe Biden ganó las elecciones y Trump se negó a conceder la derrota, Moody asumió un papel de liderazgo al ayudar a los intentos de Trump de revertir las elecciones.
El 9 de diciembre de 2020, Moody y otros quince fiscales generales estatales anunciaron su apoyo a una demanda presentada por Ken Paxton, el fiscal general de Texas, pidiendo a la Corte Suprema de los Estados Unidos que invalidara los resultados de las elecciones presidenciales en Georgia, Michigan, Pensilvania y Wisconsin. El tribunal decidió por 7 a 2 no dar lugar a la demanda de Texas.

### Iniciativa por el derecho al aborto
Aunque casi un millón de floridanos firmaron peticiones para certificar una medida electoral de 2024 que buscaba preservar y ampliar los derechos al aborto, Moody presentó una petición a la Corte Suprema del estado en enero de ese año para impedir que los floridanos pudieran votar a favor de la medida, alegando que su lenguaje podría engañar a los votantes.

### Marihuana
Moody argumentó a favor de la descalificación de una medida de votación de 2022 para legalizar el cannabis recreativo en Florida, alegando que la enmienda propuesta era engañosa porque el resumen no aclaraba que el cannabis seguiría siendo ilegal según la ley federal. La Corte Suprema de Florida estuvo de acuerdo en un fallo de 5 a 2 en abril de 2021, declinando efectivamente la iniciativa que ya había recibido 556.049 firmas válidas de las 891.589 requeridas para aparecer en la boleta. Dos meses después, en junio de 2021, el tribunal concedió la solicitud de Moody de que una segunda medida de votación para legalizar el cannabis recreativo fuera descalificada de la boleta de 2022, en otro fallo de 5 a 2 que consideró que la medida era «afirmativamente engañosa».

### Pandemia de COVID-19
En 2021, en medio de la pandemia de COVID-19, Moody demandó al gobierno federal y a los Centros para el Control y Prevención de Enfermedades por instituir requisitos que establecían que los cruceros debían exigir que el 95% de los pasajeros de cruceros estuvieran completamente vacunados para navegar.

## Vida personal
Moody está casada con Justin Duralia, subdirector del Departamento de Policía de Plant City. Tienen dos hijos juntos. Su hijo mayor sirve en el Ejército de los Estados Unidos.

## Resultados electorales

### Juez del Tribunal del Decimotercer Circuito Judicial de Florida
| 2006 | R       | 142,610 | \| \| 60.31 % \| | Electa | [ 34 ] |
|      | 60.31 % |         |                  |        |        |

### Fiscal General de Florida
|  | 52.11 % |

|  | 60.59 % |